# Rafael Diniz Alves e Silva
Rafael Diniz Alves e Silva (Alumínio, Brasil, 21 de junio de 1992) es un futbolista brasilero. Juega en la demarcación de delantero y su equipo actual es  Chiapas F.C. de la Liga Bancomer MX.

## Trayectoria
Nacido en Alumínio, Rafinha surgió de las inferiores del Audax, después de un período a préstamo en F.C. Porto. Hizo su debut profesional en 2011, apareciendo regularmente.
El 16 de mayo de 2013 se unió a Ponte Preta, equipo de la Serie A. Hizo su debut para el club el 9 de junio, ingresando como sustituto de Chiquinho en la derrota como local por 2 goles a 0 contra el Botafogo.
Después de poca participación con Ponte Preta, Rafinha se trasladó a Guaratinguetá en septiembre de 2013. En enero de 2014 regre]só a Audax, paa disputar el Campeonato Paulista.
El 6 de marzo de 2015 se firmó un acuerdo de tres años con el Atlético Paranaense. 
En julio de 2015, se unió al ABC Futebol Clube en el Campeonato Brasileño de Serie B.
El 26 de julio de 2016 fichó por el Chiapas Fútbol Club de la Liga MX.

## Clubes
| Club                | País   | Año             |
| ------------------- | ------ | --------------- |
| Audax               | Brasil | 2011 - 2012     |
| Ponte Preta         | Brasil | 2013            |
| Guaratinguetá       | Brasil | 2013            |
| Audax               | Brasil | 2014            |
| Guaratinguetá       | Brasil | 2014            |
| Audax               | Brasil | 2015            |
| Atlético Paranaense | Brasil | 2015            |
| ABC                 | Brasil | 2015            |
| Ferroviária         | Brasil | 2016            |
| Ceará               | Brasil | 2016            |
| Chiapas F.C.        | México | 2016 - Presente |